# Chelobasis bicolor
Chelobasis bicolor là một loài bọ cánh cứng trong họ Chrysomelidae. Loài này được Gray miêu tả khoa học năm 1832.